# Адзіґасава

40°46′48″ пн. ш. 140°12′32″ сх. д. / 40.78000° пн. ш. 140.20889° сх. д.
Адзіґаса́ва (яп. 鰺ヶ沢町, あじがさわまち, МФА: [ad͡ʑigasawa mat͡ɕi̥]) — містечко в Японії, в повіті Нісі-Цуґару префектури Аоморі. Виникло на основі портового містечку Цуґару-хану, через яке експортувався рис до Едо. Станом на 1 жовтня 2007 площа містечка становила 342,99 км². Станом на 1 липня 2008 населення містечка становило 11 850 осіб.